# Parviz Jalayer
Parviz Jalayer (persiska: پرویز جلایر), född 6 oktober 1939 i Teheran, död 6 juli 2019, var en iransk tyngdlyftare. Han vann en silvermedalj i lättviktsklassen vid olympiska sommarspelen 1968. Jalayer satte ett världsrekord på 169 kg i stöt vid en tävling i Teheran 1967 och vann också en guldmedalj vid Asiatiska spelen 1966 och ett brons vid VM i Östberlin samma år.